# Valpaços
Valpaços est une municipalité (en portugais : concelho ou município) du Portugal, située dans le district de Vila Real et la région Nord.

## Géographie
Valpaços est limitrophe :
- au sud-est, de Chaves, à une trentaine de kilomètres
- au sud, de Vinhais et au nord, de Mirandela,
- au sud, de Murça,
- à l'ouest, de Vila Pouca de Aguiar.

## Histoire
La municipalité a été créée en 1836, par démembrement partiel de la municipalité de Chaves. Connue pour sa foire du folar, elle est très touristique notamment des expatriés du sud-ouest de la France et la région parisienne.

## Démographie
| 1849  | 1900   | 1930   | 1960   | 1981   | 1991   | 2001   | 2004   | 2011   |
| ----- | ------ | ------ | ------ | ------ | ------ | ------ | ------ | ------ |
| 7 437 | 25 179 | 26 050 | 33 984 | 26 066 | 22 586 | 19 512 | 19 154 | 16 882 |

## Jumelage
- La Garenne-Colombes, France, Union européenne
- Bettembourg, Grand Duché de Luxembourg,  Union européenne

## Subdivisions
La municipalité de Valpaços groupe 31 paroisses (freguesia, en portugais) :
- Água Revés e Crasto
- Argeriz
- Alvarelhos
- Barreiros
- Bouçoães
- Canaveses
- Carrazedo de Montenegro
- Curros
- Ervões
- Fiães
- Fornos do Pinhal
- Friões
- Lebução
- Nozelos
- Padrela e Tazem
- Possacos
- Rio Torto
- Sanfins
- Santa Maria de Emeres
- Santa Valha
- Santiago da Ribeira de Alhariz
- São João da Corveira
- São Pedro de Veiga de Lila
- Serapicos
- Sonim
- Tinhela
- Vales
- Valpaços
- Vassal
- Veiga de Lila
- Vilarandelo